# Bisdom Palangkaraya
Het bisdom Palangkaraya (Latijn: Dioecesis Palangkaraiensis) is een rooms-katholiek bisdom met als zetel Palangkaraya, hoofdstad van de provincie Midden-Kalimantan, in Indonesië. Het bisdom is suffragaan aan het aartsbisdom Samarinda. 

## Geschiedenis
Het bisdom werd opgericht op 5 april 1993, uit delen van het bisdom Banjarmasin, en was suffragaan aan het aartsbisdom Pontianak. Op 29 januari 2003 veranderde het van kerkprovincie en werd suffragaan aan het nieuw verheven aartsbisdom Samarinda. 
Alle bisschoppen tot heden (2024) waren lid van de Missionarissen van de Heilige Familie (MSF).

## Parochies
Het bisdom had in 2021 een oppervlakte van 153.564 km2 en telde 2.633.558 inwoners waarvan 3,7% rooms-katholiek was.

## Bisschoppen
- Yulius Aloysius Husin (5 april 1993 - 13 oktober 1994)
- Aloysius Maryadi Sutrisnaatmaka (23 januari 2001 - heden)

## Galerij van afbeeldingen

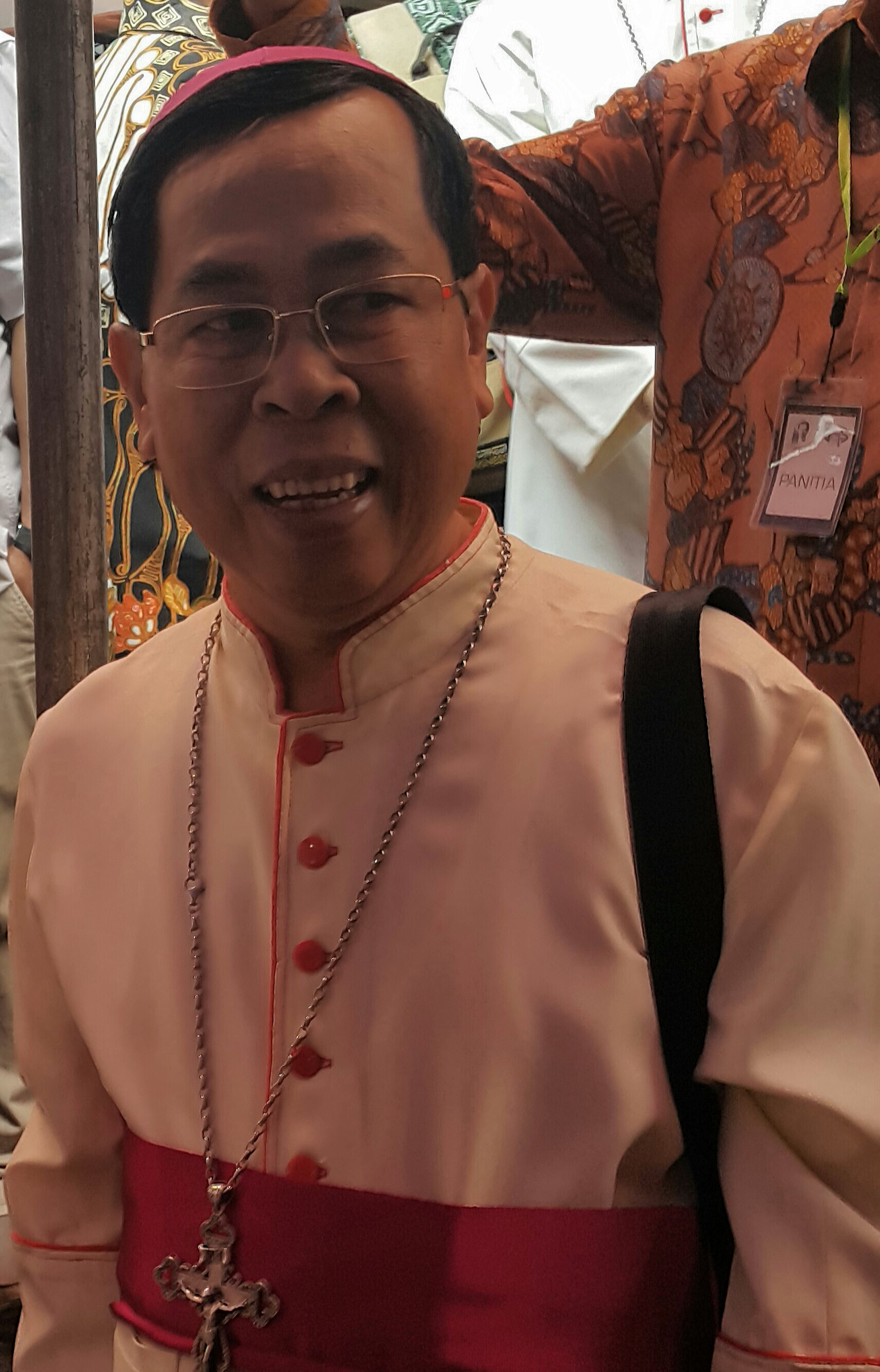
Bisschop Aloysius Maryadi Sutrisnaatmaka (2001-heden)
Kerkprovincie met aartsbisdom en suffragane bisdommen

Samarinda (aartsbisdom) · Banjarmasin · Palangkaraya · Tanjung Selor